# Yxsjön (Ljusnarsbergs socken, Västmanland)
Yxsjön är en sjö i Ljusnarsbergs kommun i Västmanland och ingår i Norrströms huvudavrinningsområde. Sjön är 37 meter djup, har en yta på 0,615 kvadratkilometer och befinner sig 306 meter över havet.

## Delavrinningsområde
Yxsjön ingår i det delavrinningsområde (665181-144168) som SMHI kallar för Ovan Nordtjärnsälven. Medelhöjden är 310 meter över havet och ytan är 87 kvadratkilometer. Det finns inga avrinningsområden uppströms utan avrinningsområdet är högsta punkten. Rällsälven (Nittälven) som avvattnar avrinningsområdet har biflödesordning 3, vilket innebär att vattnet flödar genom totalt 3 vattendrag innan det når havet efter 282 kilometer. Avrinningsområdet består mestadels av skog (75 procent). Avrinningsområdet har 3,82 kvadratkilometer vattenytor vilket ger det en sjöprocent på 4,4 procent.